# 한국도선사협회
한국도선사협회(韓國導船士協會, Korea Maritime Pilot's Association ; KMPA)는 선박의 안전한 입출항과 효율적인 항만교통을 통해 양질의 도선서비스를 제공하기 위하여 설립된 사단법인이다. 서울특별시 영등포구 국회대로76길 18 (여의도동) 오성빌딩 10층에 있다.

## 관련 법률
- 도선법[5]

## 연혁
- 1937년 5월 1일 故 유항렬 도선사 일제 치하 한국인 최초로 인천항도선구에서 개업
- 1948년 9월 9일 부산항 도선사조합 설립. 조합장 홍순덕 도선사 외 방상표, 김병주 도선사 이외에 인천항 유항열 도선사 개업 중
- 1962년 1월 1일 인천항도선사조합 설립. 배순태, 김동균, 윤영원 도선사
- 1970년 8월 16일 (가칭)한국도선사협회 창립 발기인 대회 개최
- 1972년 1월 10일 (가칭)한국도선사협회 창립총회 소집
- 1974년 1월 1일 (가칭)한국도선사협회 창립총회 소집 (부산항 이세희 도선사 외 6명 명의)
- 1974년 1월 19일 한국도선사협회 발족(비인가 임의단체) 협회 창립
- 1977년 8월 22일 한국도선사협회 창립발기인단 구성 (인천항 김동균 도선사 외 10명)
- 1977년 8월 31일 한국도선사협회 발기인 총회 개최 (전국 도선사 40명 중 37명 참석. 부산항 최수일 도선사 발기인 대표 선임)
- 1977년 9월 1일 (가칭)사단법인 한국도선사협회 창립총회 (초대회장 : 부산항 최수일 도선사, 부회장 : 인천항 윤영원 도선사, 울산항 차봉옥 도선사, 전무이사 : 이성림씨(前 해운항만청 서기관))
- 1977년 9월 21일 사단법인 한국도선사협회 설립허가 (해운항만고시 제19호)
- 1977년 11월 14일 법인설립 등기필 (민법 제32조 의거 서울민사지방법원)
- 1978년 12월 8일 해운항만청장 법정단체로 설립변경 허가
- 1980년 6월 22일 해운항만청장 인천지회, 부산지회 설치승인
- 1981년 2월 20일 제3대 회장 김동균 (인천항) 취임
- 1981년 10월 22일 군산지회, 목포지회, 여수지회, 마산지회, 울산지회, 포항지회, 동해지회 설치
- 1982년 9월 24일 해운항만청장 지회운영규정 승인
- 1983년 2월 18일 제4대 회장 김동균 (인천항) 연임
- 1984년 11월 9일 협회 사무실 등기필 (여의도동 오성빌딩1004호)
- 1985년 2월 27일 제5대 회장 김동균 (인천항) 연임
- 1985년 6월 20일 제5대 회장 정희정 (인천항) 보선
- 1987년 2월 20일 제6대 회장 김정철 (울산항) 취임
- 1989년 2월 27일 제7대 회장 이용우 (인천항) 취임
- 1992년 2월 28일 제8대 회장 황호채 (여수항) 취임
- 1993년 7월 10일 제9대 회장 최학영 (인천항) 취임
- 1993년 12월 28일 제10대 회장 도남섭 (부산항) 취임
- 1997년 2월 26일 제11대 회장 신석흔 (부산항) 취임
- 1998년 1월 1일 대산지회 설치 (군산지회에서 분구)
- 1998년 4월 20일 협회 사무실 확장 등기필 (여의도동 오성빌딩1003호)
- 1999년 2월 8일 도선법 개정(법률 제5917호)으로 법정단체에서 사단법인으로 변경 (민법 제32조 의거)
- 2000년 2월 11일 제12대 회장 신석흔 (부산항) 연임
- 2003년 2월 26일 제13대 회장 이경화 (인천항) 취임
- 2004년 1월 1일 평택지회 설치 (인천지회에서 분구). 국제업무전문위원회 설치
- 2004년 12월 16일 기술·법률·홍보위원회 설치
- 2005년 12월 13일 윤리위원회 설치
- 2006년 2월 22일 제14대 회장 이귀복 (인천항) 취임
- 2008년 3월 12일 협회 회의실 구입 등기필 (오성빌딩 1001호, 1001-2호)
- 2009년 2월 27일 제15회 회장 송정규 (부산항) 취임
- 2012년 2월 2일 협회 회의실 구입 등기필 (오성빌딩 1002호)
- 2012년 2월 20일 제16대 회장 나종팔 (인천항) 취임
- 2013년 2월 28일 한국도선안전교육연구센터 사무실 구입 등기필 (오성빌딩 904호)
- 2015년 2월 25일 제17대 회장 나종팔 (인천항) 연임
- 2016년 7월 1일 제주지회 설치

## 조직

### 지회장
- 윤리위원회
- 국제업무전문위원회
- 기술위원회
- 법률위원회
- 홍보위원회

## 지방도선사회
| - 인천항도선사회 - 평택항도선사회 | - 동해항도선사회 | - 대산항도선사회 | - 군산항도선사회 | - 목포항도선사회 - 여수항도선사회 | - 포항항도선사회 | - 부산항도선사회 - 울산항도선사회 - 마산항도선사회 |

## 같이 보기
- 중앙해양안전심판원
- 한국해운조합
- 한국선급
- 한국해기사협회
- 한국해양개발
- 한국해양대학교
- 목포해양대학교
- 인천해사고등학교
- 부산해사고등학교
- 국제도선사협회(IMPA)
- 국제해사기구(IMO)
- 국제노동기구(ILO)
- 국제운수노동자연맹(ITF)